# Люси из Болингброка
Люси из Болингброка (англ. Lucy of Bolingbroke; умерла около 1138) — английская аристократка. Вероятно, связанная родством с англосаксонскими графами Мерсии, она владела обширными владениями в Линкольншире, позже составившими феодальную баронию Болингброк, которыми от её имени последовательно управляли трое мужей, а позже наследовали двое сыновей. Люси была покровителем ряда религиозных учреждений, сама основав или соучредив 2 небольших монастыря, сделав затем им ряд пожалований.

## Происхождение
Вопрос о происхождении Люси из Болингброка является предметом споров среди историков. В генеалогии, созданной в аббатстве Ковентри её называют дочерью графа Мерсии Эльфгара, сестрой и наследницей графов Эдвина и Моркара. Эта же версия происхождения содержится в «Хронике Петерборо» и «Хронике Кроуленда» Псевдо-Ингульф. Эта версия была принята Уильямом Дагдейлом. Современная исследовательница Кэтрин Китс-Роэн считает, что эти хроники были плохо информированы и спутали Люси с матерью Уильяма (Гильома) Мале, которая была связана какими-то родственными связями с графами Мерсии или их жёнами, матери Эльфгара.
Хартия Кроулендского аббатства в Линкольншире, которая в настоящее время считается фальшивой, указывает, что Торольд был братом Годгифу (Годивы) (умерла около 1067), жены эрла Мерсии Леофрика, указывая, что тот основал в своём поместье Сполдинг ячейку аббатства. Эти сведения противоречат сообщению хроники Псевдо-Ингульфа, который указывает, что Торольд основал подразделение аббатства в Бакнолле, а не Сполдинге. При этом в 1086 году Кроуледское аббатство владело землями в Бакнолле. Энн Уильям указывает, что сведения хартии, возможно, основаны на том факте, что до 1066 года Сполдинг принадлежал графу Эльфгару, сыну Годгифу, а позже он перешёл [Иво Тайбуа], первому мужу Люси. Родство же Годгифу и Торольда из Бакнола, по мнению исследовательницы, не более чем предположение.
Ряд исследователей XIX века, посчитав информацию о трёх последовательных браках жены Ранульфа сомнительной, высказывали предположение, что существовало две Люси: мать и дочь, из которых первая была женой Иво, а вторая — Роджера и Ранульфа. Впервые она появилась в 1835 году в «Анналах и древностях аббатства Лакок», позже её  принял и Эдуард Фримен в «Истории нормандского завоевания Англии». Эта гипотеза была опровергнута Р. Г. Кирком, который в 1888 году пришёл к выводу, что существовала только одна Люси. Он же выдвинул предположение, что её родителями были Торольд (умер до 1079), шериф Линкольншира, и дочь Уильяма Мале. Кэтрин Китс-Роэн указала, что хотя эта работа содержит ряд ошибок и вопрос о происхождении Люси остаётся открытым, есть ряд доказательств правоты Кирка. Она отмечает, что в Реестре монастыря Сполдинг указывается, что «после своей смерти Торольд оставил наследницу, вышеупомянутую Люси», а слово «наследник» часто использовалось в отношении ребёнка, который должен был наследовать имущество отца. Позже там же указывается, что она сама подтвердила дарения трёх своих мужей. По мнению Китс-Роэн, ассоциация монастыря с небольшой группой людей и описание самой Люси, как наследницы Торольда, намекает на то, что она действительно была его дочерью. Также исследовательница отмечает, что Иво и Люси ссылаются на «наших предков Торольда и его жену», а также тот факт, что среди тех, кто владел ранее землями, которые в «Книге Страшного суда» названы их владением, есть имя Уильяма Мале. На основании всего этого Китс-Роэн делает вывод, что родителями Люси, вероятно, действительно были Торольд и дочь Уильяма Мале.

## Биография
Основные факты биографии Люси связаны с её тремя браками. Её первым мужем был Иво Тайбуа. Судя по всему, Люси унаследовала свои владения в Линкольншире, которые позже составили феодальную баронию Болингброк, от родителей. Н. Сполдинг указывает, что именно этим можно объяснить тот факт, что Линкольнширские поместья, включая Сполдинг, в итоге унаследовала не Беатриса, дочь Иво, а двое сыновей Люси от второго и третьего браков. Иво управлял поместьями жены, а также получил дополнительные обширные владения в Уэстморленде и Камберленде. Он умер в 1094 году. В 1093 году упоминается дочь Иво Беатрис, которая была замужем за Рибальдом. Поскольку она не унаследовала поместий Люси, высказывались предположения, что Беатрис родилась или от первого не известного по источникам брака Иво, или была незаконнорожденной.
Вторым мужем Люси стал Роджер Фиц-Джеральд. От этого брака родился один сын, Уильям де Румар, родоначальник рода де Румар, имевшей владения в Уэстморленде. Он в итоге унаследовал часть поместий матери, а позже получил титул графа Линкольна. Роджер умер в 1097 или 1098 году.
Вскоре после того, как она овдовела, Люси вышла замуж в третий раз — за Ранульфа ле Мешена, виконта де Бессен, позже унаследовавший титул и владения графа Честера. Это был самый продолжительный брак, но и этого мужа она пережила. В этом браке родилось двое детей: сын, Ранульф де Жернон, ставший наследником отца, и дочь Аделиза, жена Ричарда де Клера.
В 1129 году умер третий муж Люси. Казначейские свитки 1129/1130 года сообщают, что она заплатила королю 500 марок, чтобы получить право больше не выходить замуж.
Люси была покровителем ряда религиозных учреждений. Вместе с первым мужем, Иво, она основала или возродила в 1085 монастырь в Сполдинге, подчинив его Кроулендскому аббатству. Этот монастырь стал основным объектом для покровительства её семьи. В 1120-х годах она вместе с третьим мужем, Ранульфом ле Мешеном, подарили Сполдингу ряд линкольнширских церквей — в Минтинге, Белчфорде и Скамблсби. Овдовев в третий раз, Люси в 1135 году предоставила монастырю собственное поместье Сполдинг. В этом же году она основала монастырь Стиксволд, став, по словам историка Сьюзен Джонс, «одной из немногих аристократок конца XI и XII веков, добившейся роли независимой мирянки-основателя». Кроме того, Люси приложила немалые усилия, чтобы после её смерти сыновья чтили и поддерживали её дарения.
Люси умерла около 1138 года, её линкольнширские поместья были разделены между двумя сыновьями, родившихся во втором и третьем браках. Большая часть владений размером в 40 рыцарских фьефов унаследовал старший сын, Уильям де Румар; другую часть размером в 20 фьефов получил Ранульф де Жернон.

## Браки и дети
1-й муж: Иво Тайбуа (умер в 1094), землевладелец в Линкольншире и Уэстморленде, шериф Линкольншира. Известно, что у Иво была дочь Беатрис, вышедшая замуж за Рибальда, но неизвестно, была ли её матерью Люси.
2-й муж: с около 1094 Роджер Фиц-Джеральд (умер около 1097). Дети:
- Уильям де Румар (около 1096 — 1155/1161), сеньор де Румар, феодальный барон Болингброк, граф Кембридж в 1139—1142 годах, граф Линкольн с около 1140 года[10].

3-й муж: с около 1098 Ранульф ле Мешен (умер 17 или 27 января 1127), виконт де Бессен (Байё) с около 1089 года, феодальный барон Болингброк и Эплби в 1098—1121 годах, барон Камберленд в 1106—1121 годах, виконт д’Авранш с 1120 года, 1/3-й граф Честер с 1121 года. Дети:
- Ранульф де Жернон (до 1100 — 16 декабря 1153), 2/4-й граф Честер, виконт д’Авранш и де Бессин с 1129 года[13][14].
- Аделиза (умерла после 1139); муж: Ричард Фиц-Гилберт де Клер (умер 15 апреля 1136), феодальный барон Клер. Возможно, что её вторым мужем был Роже де Конде (умер около 1139/1145)[13].